# دبلیو دبلیو دبلیو (آلبوم)
دبیلو دبلیو دبلیو (کی کِی چرا) ( به انگلیسی: (WWW (Who When Why ) اوّلین آلبوم استودیوییِ خوانندۀ اهل کرۀ جنوبی، کیم جه‌جونگ می‌باشد.

این آلبوم در ۲۹ اکتبر ۲۰۱۳ توسّط کمپانی سی-جس منتشر شد. ترانۀ اصلی آلبوم، «دختری دیگر»، بلافاصله پس از انتشار در جداول آی‌تیونز ۳۲ کشور جای گرفت، و در ۱۰ کشور نیز رتبۀ اوّل را از آنِ خود کرد.

## بازتاب
ترانۀ «دختری دیگر» پس از انتشار، در جداول آی‌تیونز ۳۲ کشور جای گرفت و خودِ آلبوم نیز درصدر جداول راک ژاپن، تایوان، تایلند، مالزی، فیلیپین، سنگاپور، هنگ کنگ، اندونزی، باربادوس، لیتوانی و اسلواکی قرار گرفت. همچنین رتبۀ ۸ در فنلاند، ۹ در اسرائیل و ۱۱ در مکزیک را از آنِ خود کرد.

## فهرست ترانه‌ها
| شماره | نام                                             | سراینده                                     | آهنگساز                         | مدت |
| ----- | ----------------------------------------------- | ------------------------------------------- | ------------------------------- | --- |
| ۱.    | «تابش»                                          | کیم جه‌جونگ                                  | کیم جه‌جونگ                      | nil |
| ۲.    | «از من دور نشو» (بهمراه یونگ جون-هیونگ از بیست) | کیم جه‌جونگ                                  | تکسو                            | nil |
| ۳.    | «دختری دیگر»                                    | کیم جه‌جونگ، دی.براون، سونگ هیون، بک مو-هیون | دی.براون، سونگ هیون، یک مو-هیون | nil |
| ۴.    | «پروانه»                                        | کیم جه‌جونگ                                  | هوی جانگ-نیم، توجاجا            | nil |
| ۵.    | «عشق فرسوده»                                    | کیم جه‌جونگ                                  | کیم جه‌جونگ، کن بین-کی           | nil |
| ۶.    | «روز آفتابی» (بهمراه لی سانگ-گون از نوئل)       | سونگ هیون، بک مو-هیون                       | سونگ هیون، بک مو-هیون           | nil |
| ۷.    | «بگذار ریتم جریان یابد»                         | کیم جه‌جونگ                                  | تکسو                            | nil |
| ۸.    | «همین بود»                                      | کیم جه‌جونگ                                  | کیم جه‌جونگ                      | nil |
| ۹.    | «همین حالا خوب است.»                            | یون دو-هیون                                 | یون دو-هیون                     | nil |
| ۱۰.   | «#۹+۱»                                          | کیم جه‌جونگ                                  | کیم جه‌جونگ                      | nil |
| ۱۱.   | «گرفتار عشق» (بهمراه ها دونگ-کیون)              | ته وان                                      | ته وان، 251، های جی             | nil |
| ۱۲.   | «ضرب آهنگ»                                      | کیم جه‌جونگ، تاکورو                          | تاکورو                          | nil |
| ۱۳.   | «بهشت»                                          | کیم جه‌جونگ                                  | کیم جه‌جونگ، پارک ایل            | nil |

## فروش
| کشور      | جدول                    | نسخه           | فروش    | فروش نهائی |
| کرۀ جنوبی | جدول فروش فیزیکی گائون  | WWW            | ۱۳۲٬۹۴۰ | ۱۸۲٬۹۴۰    |
| کرۀ جنوبی | جدول فروش فیزیکی گائون  | WWW گردآوری‌شده | ۵۰٬۰۰۰  | ۱۸۲٬۹۴۰    |
| ژاپن      | جدول فروش فیزیکی اوریکن | WWW            | ۱۸٬۸۲۸  | ۱۸٬۸۲۸     |
| ژاپن      | جدول فروش فیزیکی اوریکن | WWW گردآوری‌شده | __      | ۱۸٬۸۲۸     |